# Mouthwash
Mouthwash is een nummer van de Britse zangeres Kate Nash uit 2008. Het is de derde single van haar debuutalbum Made of Bricks.
Nash beschreef "Mouthwash" als een "protestlied", waarin ze zichzelf en de "verwarring van de jeugd" omschrijft. Ook protesteert ze in de tekst tegen de Irakoorlog. Het nummer werd een bescheiden hit in het Verenigd Koninkrijk met 23e positie positie. In Nederland deed het nummer niets in de hitlijsten, terwijl het in Vlaanderen tot de 6e positie in de Tipparade kwam.